# Макроисторија
Макроисторија је историјска дисциплина која се бави проучавањем великих, дугорочних трендова у светској историји, с циљем проналаска коначних образаца путем поређења непосредних детаља. На пример, макроисторијска студија може да изучава јапански и европски феудализам да би се установило да ли су феудалне структуре неизбежан исход одређених стања у друштву. Макроисторијске студије обично „претпостављају да се макроисторијски процеси понављају на објашњиве и разумљив начине”.

## Историја
Примери макроисторијске анализе су тврдња Освалда Шпенглера да је животни век цивилизација ограничен и да се исте у коначници распадају, или историјска синтеза Арнолда Џ. Тојнбија којом се објашњава успон, развој и пад цивилизација. Битка код Ајн Џалута је према многим историчарима од великог макроисторијског значаја, зато што су Монголци тада били на врхунцу својих освајања али су у поменутој битки по први пут увелико надјачани и поражени.
Јувал Ноа Харари је пример новијег макроисторичара. Књига Сапијенс: Кратка историја човечанства (хебр. קיצור תולדות האנושות), објављена у Израелу 2011. године, његов је познати макроисторијски рад.